# Ногейра да Кошта, Антонио
Антонио Мануэл де Каштру Сороменью Ногейра да Кошта (порт. António Manuel de Castro Soromenho Nogueira da Costa, 1951—1979) — мозамбикский историк и общественно-политический деятель, активный участник национально-освободительной борьбы в Мозамбике. Один из ведущих научных сотрудников Университета имени Эдуарду Мондлане.

## Биография
Родился в 1951 году в Лоренсу-Маркише (ныне Мапуту). В 1971 году поступил на исторический факультет Университета Лоренсу-Маркиша. Работал в Центре археологических исследований (порт. Centro de Estudos de Arqueologia (CEDA)), однако из-за чрезмерно колониалистской направленности руководства последнего, перешёл в Центр мозамбикских исследований (порт. Centro de Estudos Moçambicanos (CEM)), где, объединившись с другими патриотически настроенными сотрудниками, начал борьбу с колониальным и фашистским режимом Португалии.
В 1972 году, после того как властями была закрыта и распущена Мозамбикская академическая Ассоциация (порт. Associação Académica de Moçambique (AAM)), членом которой являлся Ногейра да Кошта, присоединился к Ассоциации уроженцев Мозамбика (порт. Associação dos Naturais de Moçambique) и тогдашнему киноклубу Лоренсу-Маркиша. В этот период обращается к изучению марксизма, печатается в газете «Голос Мозамбика» (порт. A Voz de Moçambique) и редактирует брошюры издаваемые киноклубом.
До обретения страной национальной независимости, работал в пригороде Лоренсу-Маркиша, показывая фильмы ФРЕЛИМО, также сотрудничал на радио. После освобождения, совместно с группой учащихся основал Центр африканских исследований (порт. Centro de Estudos Africanos) Университета имени Эдуарду Мондлане; участник коллектива, работавшего над проектом «O mineiro Moçambicano».
До конца жизни преподавал и занимался исследованиями на историческом факультете Университета имени Эдуарду Мондлане. После смерти совет университета постановил присвоить его имя библиотеке филологического факультета.

## Книги
- Золото Мономотапы и португальские торговцы / Пер. с порт. А. И. Ильина. — М.: Мысль, 1984. — 64 с.